# Несвоя
Несво́я — село в Україні, у Мамалигівській сільській громаді Дністровського району Чернівецької області.

## Географія
У селі бепе початок річка Бадана, права приток Пацапуле.

## Назва
Навколо села було багато ставків, ручаїв. Під час дощів до села було майже неможливо добиратися, тому назва була від болотистої місцевості, багна. Село назвали Багнівка (Глодоаса). Зараз про ставки, ручаї, багнюки не залишилося й сліду.

## Історія
За історичними джерелами село Несвоя було засновано у 1516 році і було розташовано в західній частині місця, яке займає сьогодні село. Воно було дуже маленьким — 18-20 сімей. Зараз на цій землі городи несвоян.
Мешканці села, як і сам Сумарок (боярин) за національністю були молдованами. Люди жили бідно. Власної землі у селян не було, тільки городи біля хати. Працювали здебільшого на землях хазяїна. Виводив їх наглядач. За кожну провину він бив селян батогом.
Основним заняттям селян на той час були землеробство і скотарство. Найдавніші документи, що дійшли до наших днів, розповідають про поля, ниви, оранку, жнива, свійських тварин. Найбільше сіяли зернові культури: жита, пшеницю, ячмінь. Перероблювали зерно у млинах.
В господарстві села вирощувались вівці, свині, велика рогата худоба. Волів розводили для продажу, бо вони дуже дорого коштували. Їх купували поляки на ярмарку в Хотині.
Згодом населення почало вирощувати кукурудзу. В XVI ст.. з'явився виноград, росли фруктові сади.
Хоча село і належало молдавським господарям, та селяни на той час були вільним людьми. Вони платили власнику села десятку частину врожаю за те, що користувались орною землею, пасовищами, лісами, річками і ставками.
В селі продовжувало розвиватися ремесло. Серед жителів села були вправні ковалі, столярі, муляри, гончарі, бондарі, кожухарі. Звідси і з'явилися нові прізвища: Коваль, Боднар, Кожокар та ін..
Жили в маленьких мазанках, вкриті соломою. Хатня утвар була дерев'яна. Одягалися у білі довгі сорочки з витканого полотна. З нього шили й штанці. У холода носили кожухи, свитки.
Так названий «понт» — селяни відпрацьовували 4 дні на поміщика, а 2 дні працювали на своїх городах.
При Сумароку в селі була збудована дерев'яна церква, біля якої знаходиться і цвинтар. Церковна служба велася старослов'янською мовою. Залишки церкви є й зараз на кладовищі.
Через Несвою пролягав тоді торговий шлях з Молдови у Хотин і у місто Кам'янець-Подільський. Біля села було засновано митницю-пункт, на якому збирали гроші за різнітовари, які перевозилися територією цієї землі. Найбільше потрібно було заплатити за коней. Купці сплачували за коня по два гроші.
З 24 серпня 1991 року село входить до складу незалежної України.

## Населення

### Мова
Розподіл населення за рідною мовою за даними перепису 2001 року:
| Мова       | Кількість | Відсоток |
| ---------- | --------- | -------- |
| румунська  | 1265      | 95.11%   |
| українська | 63        | 4.74%    |
| російська  | 2         | 0.15%    |
| Усього     | 1330      | 100%     |

## Галерея

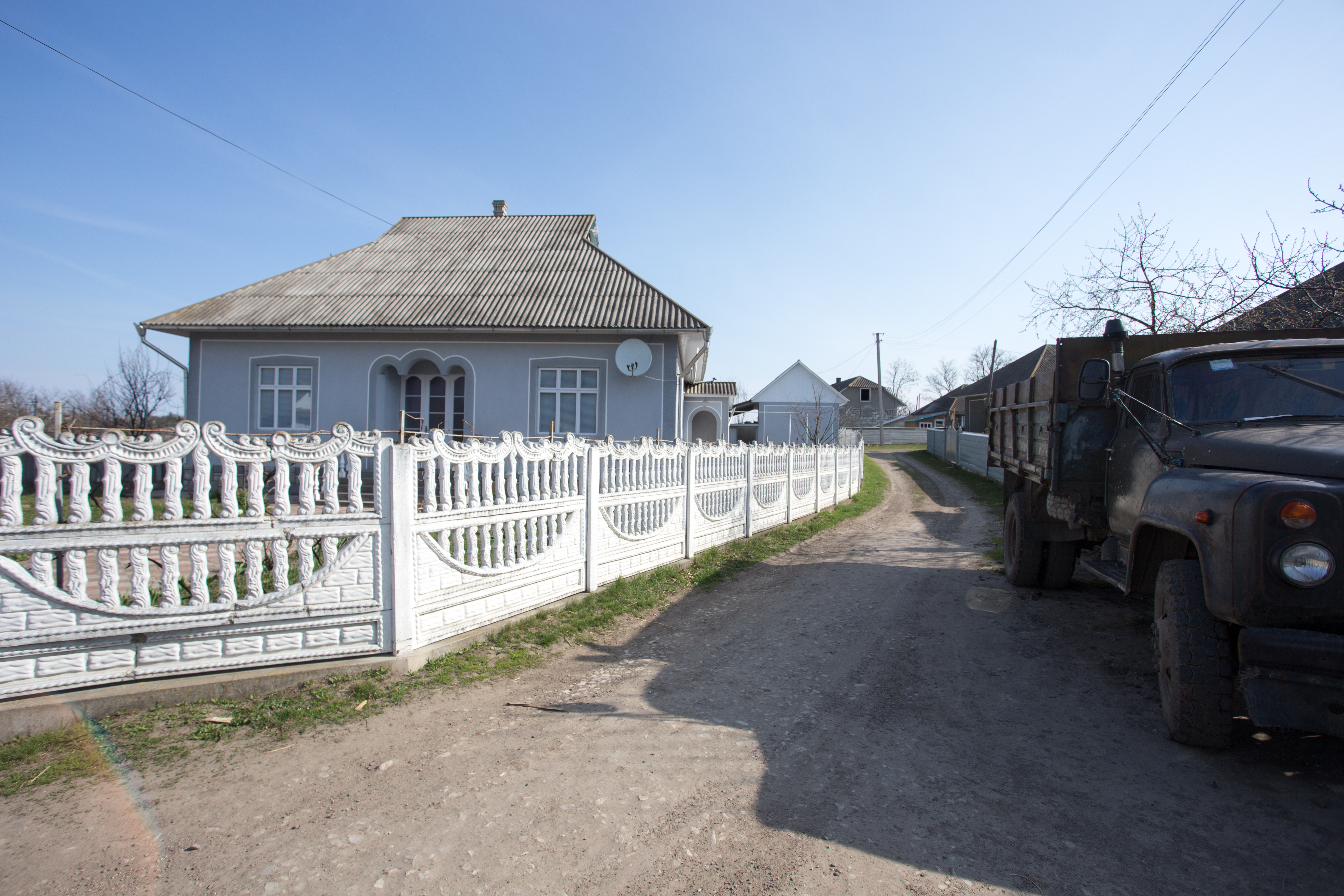
Хата
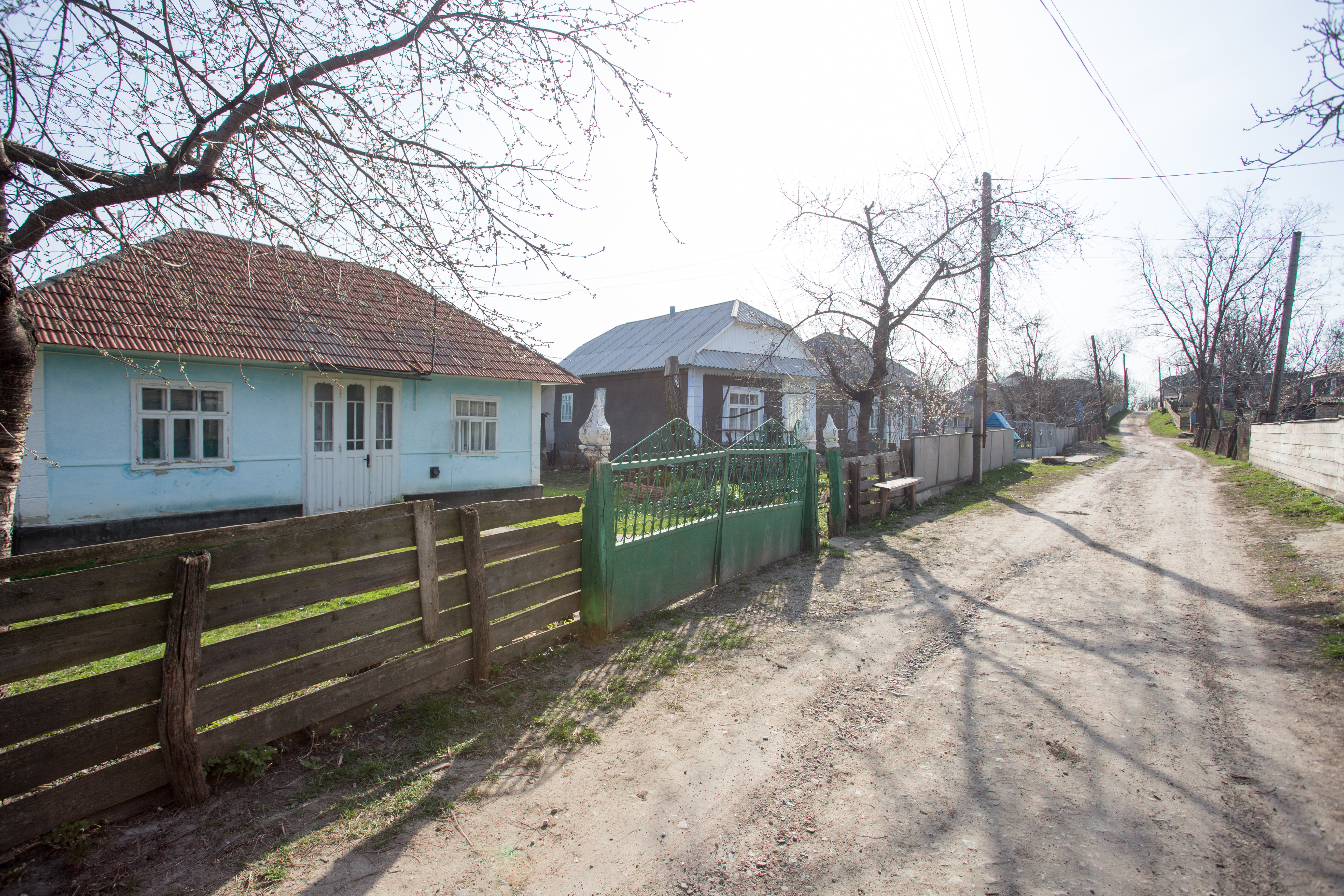
Вулиця села
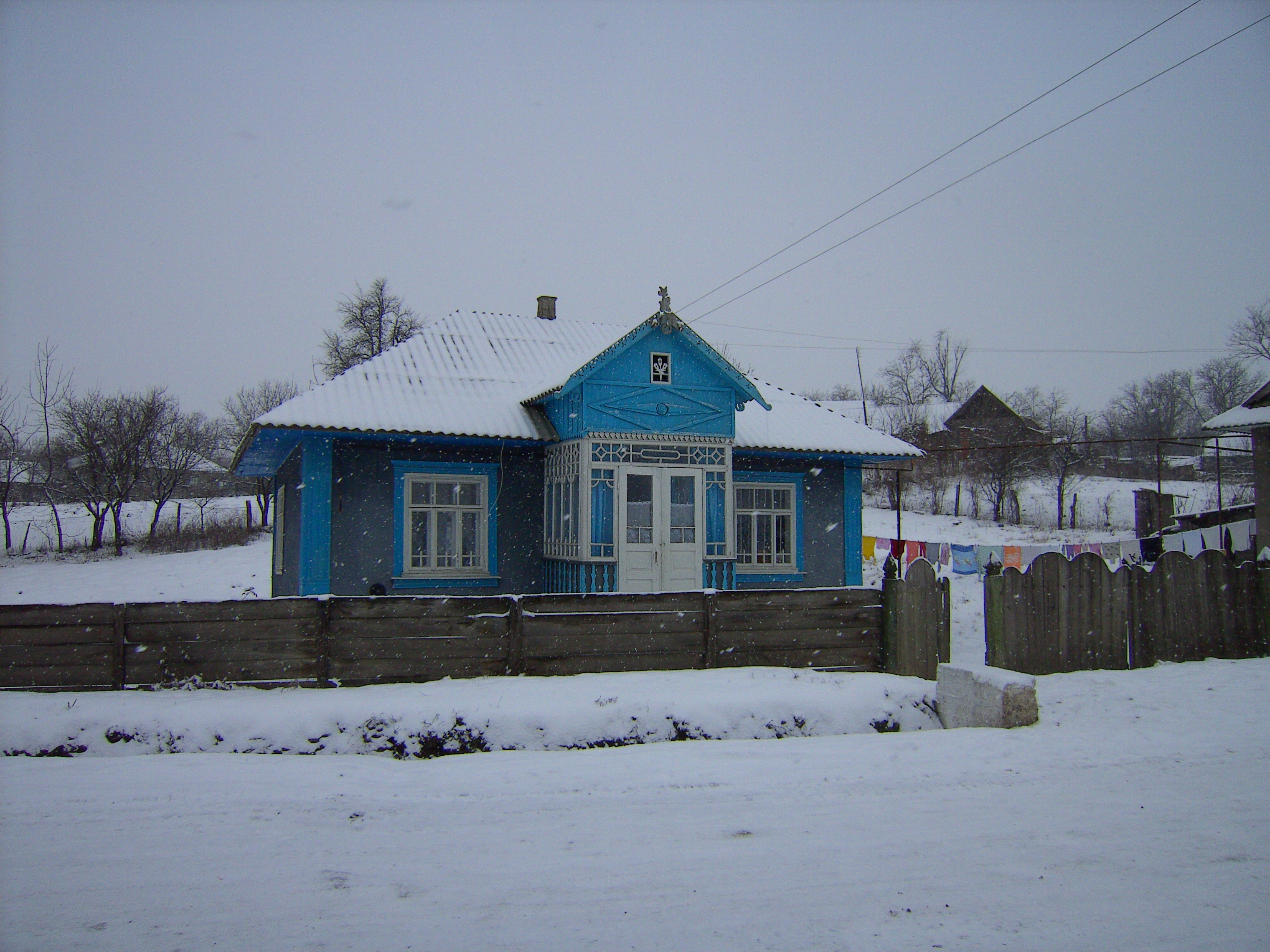
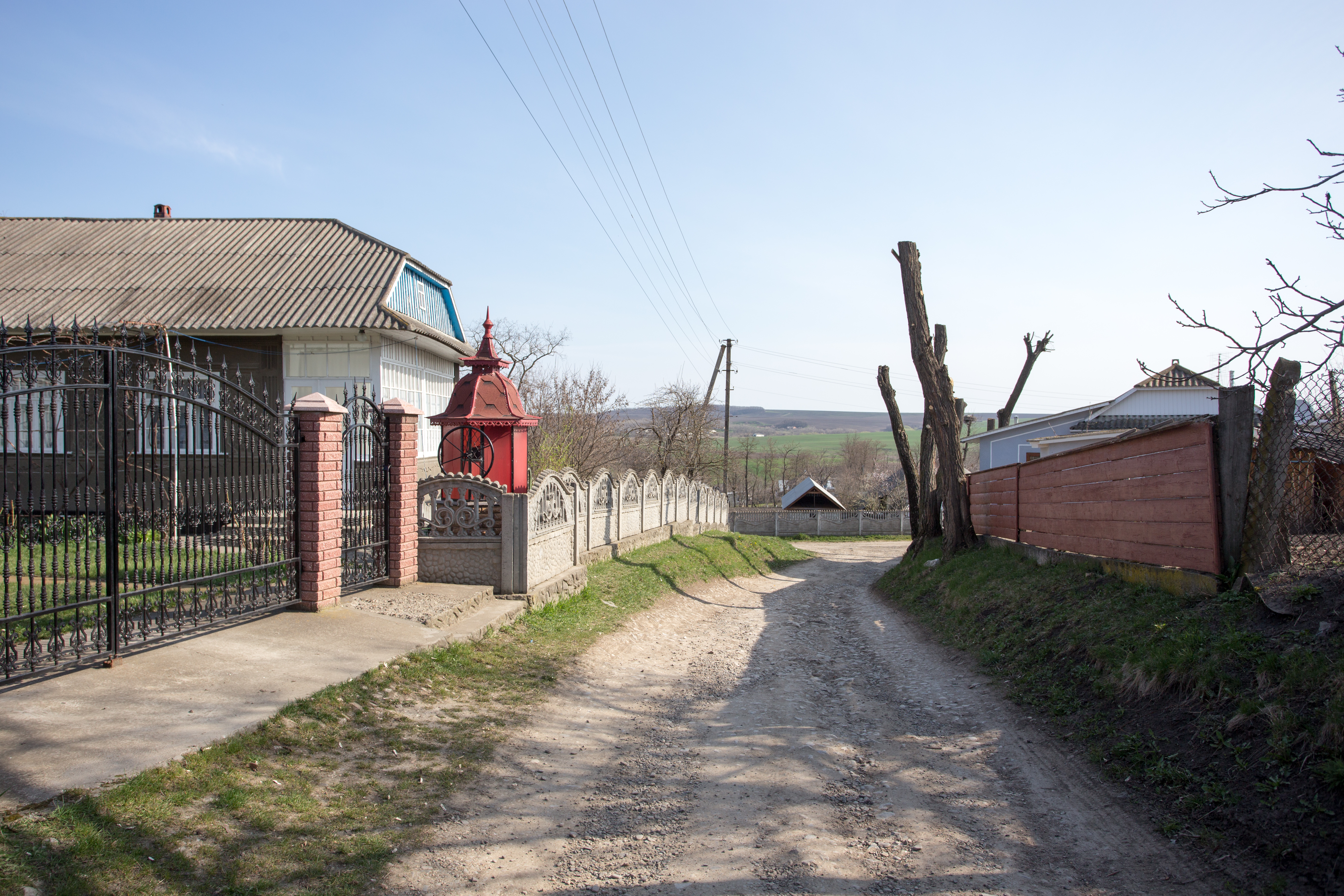
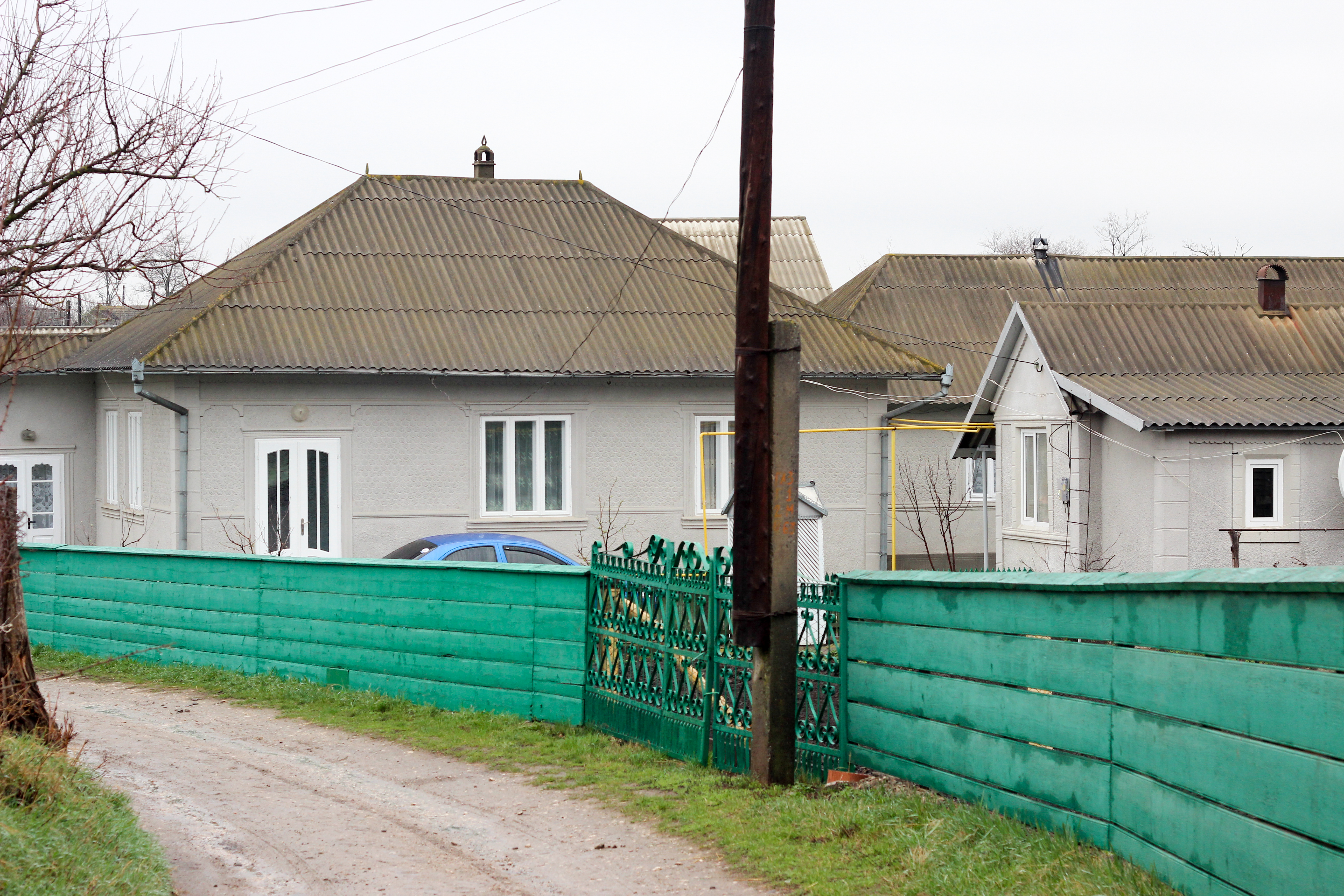
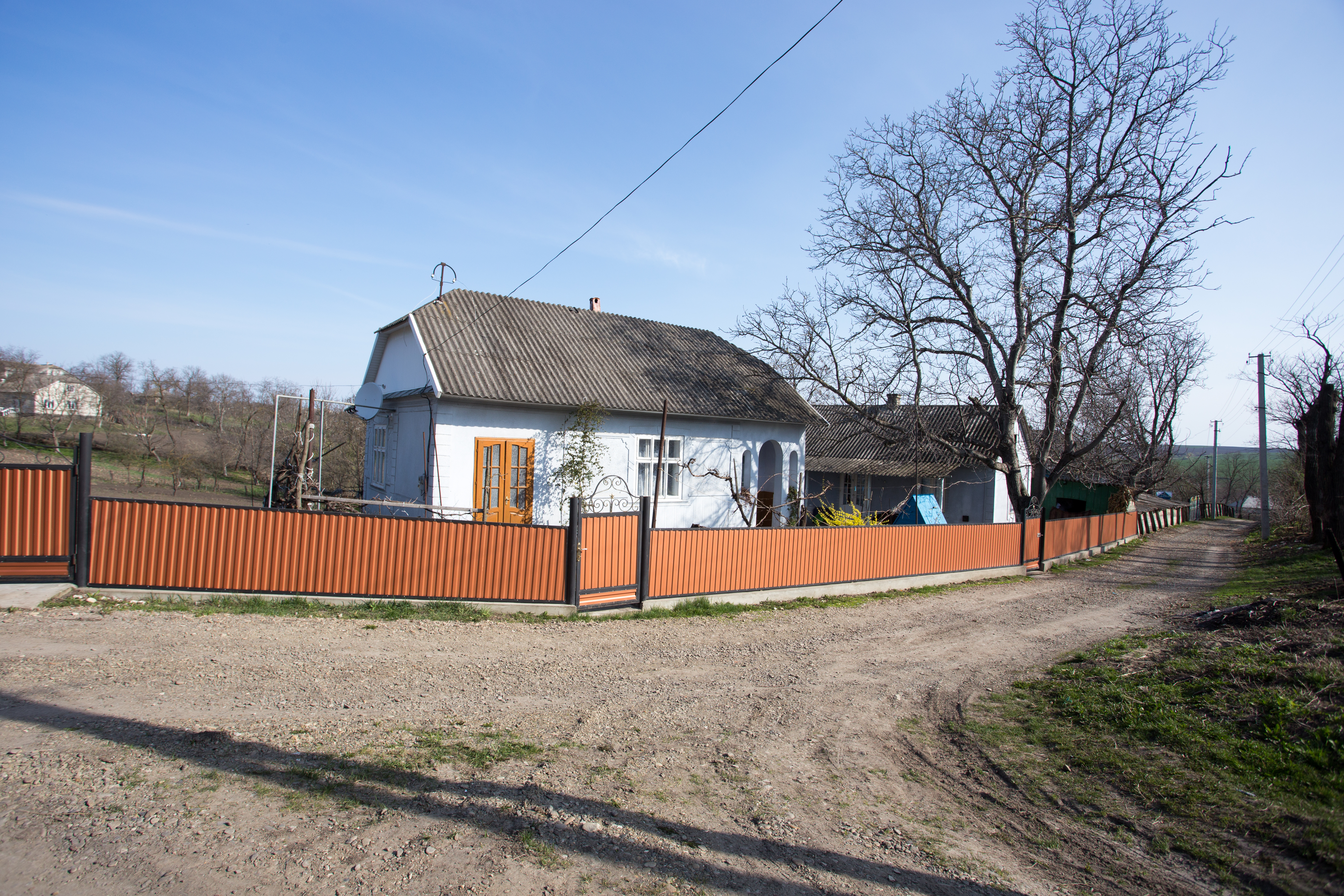
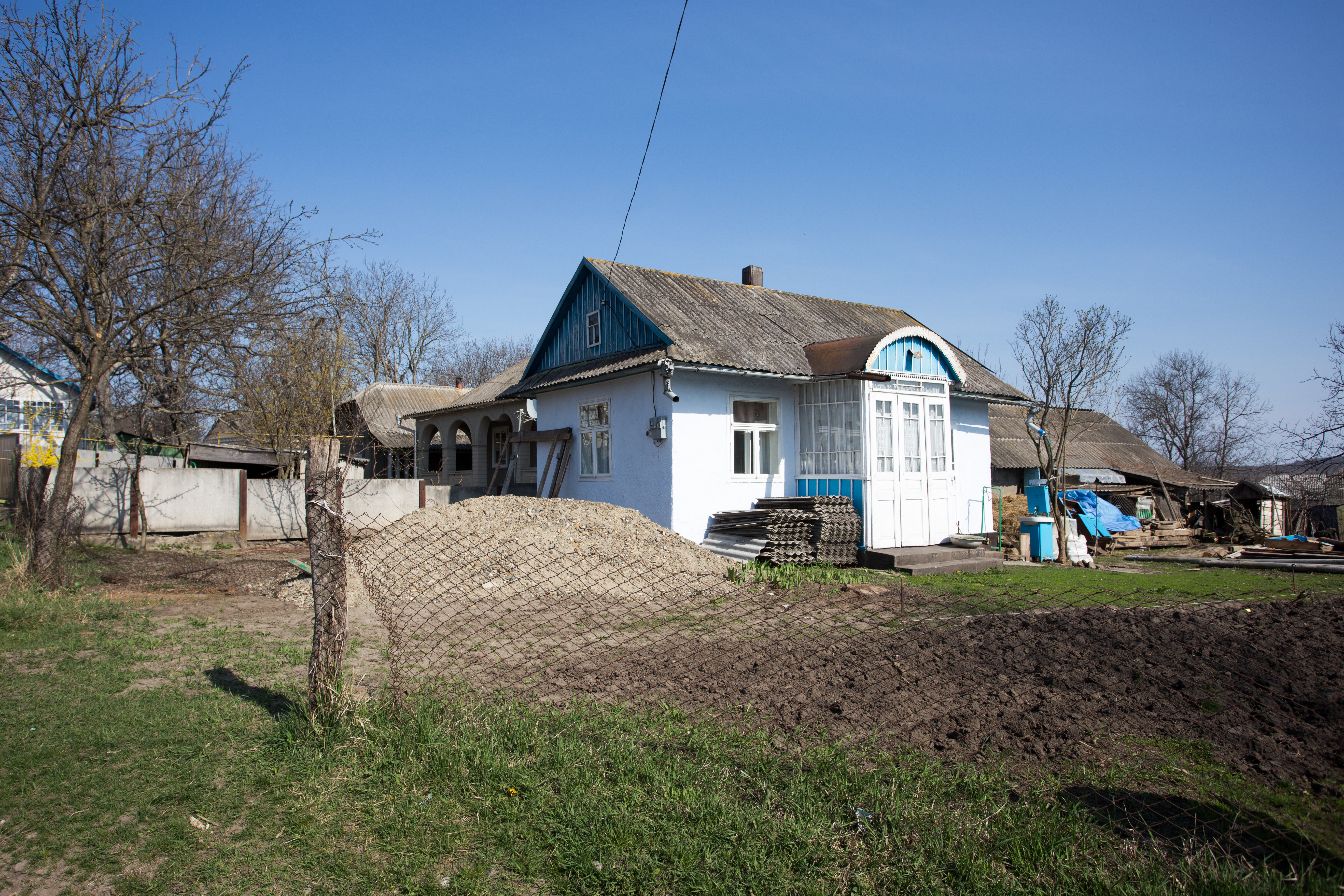
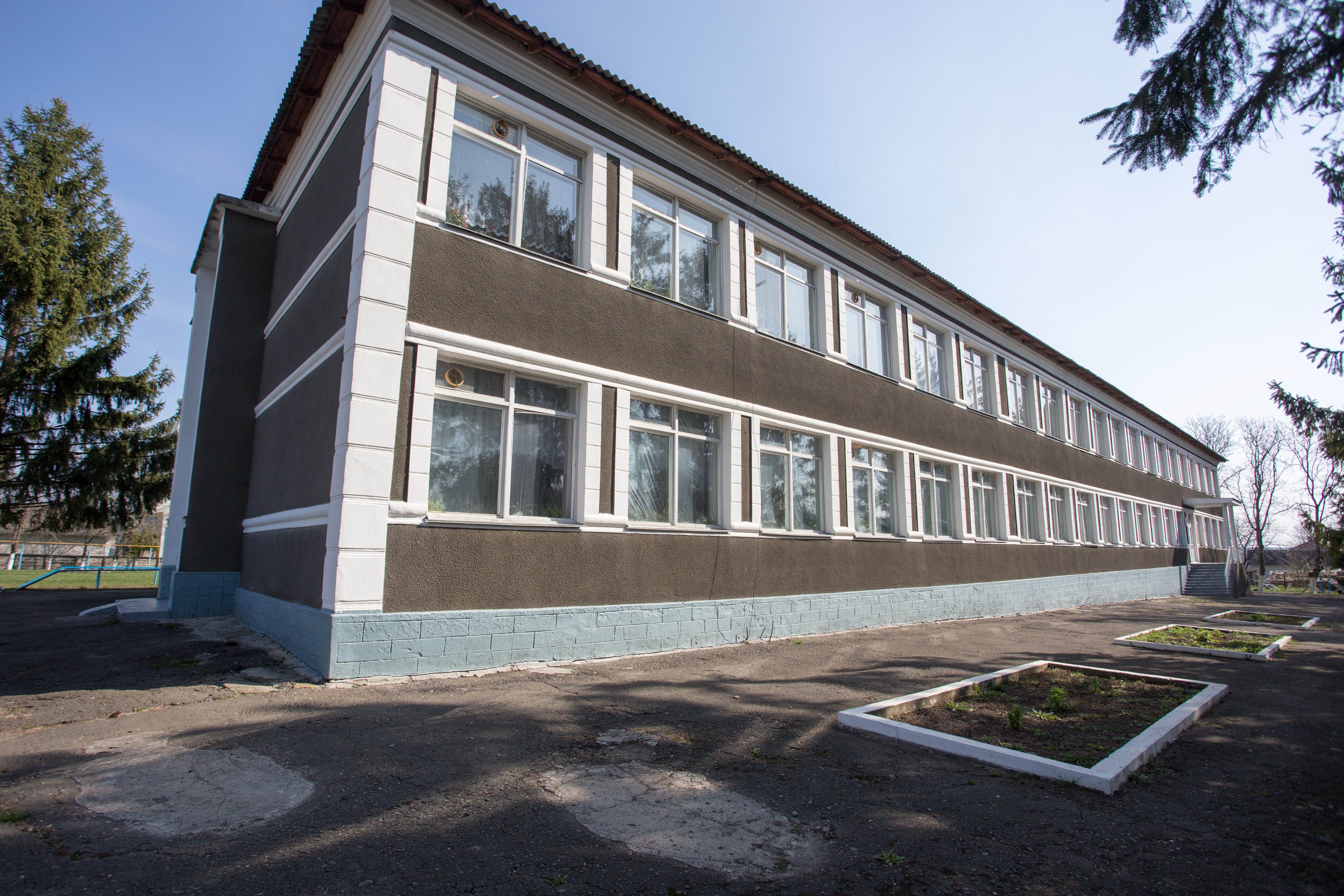
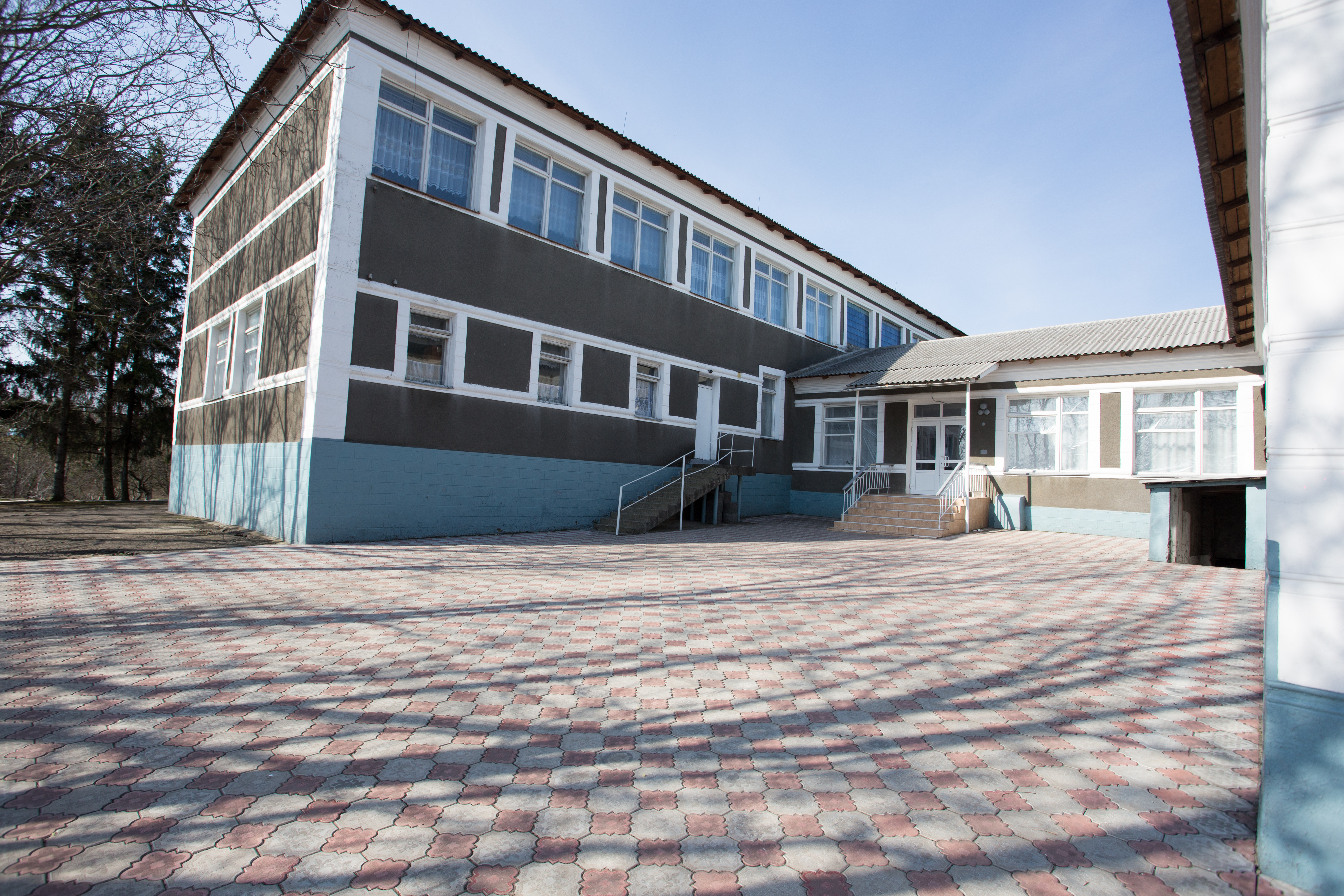